# Rendiconto generale dello Stato
Il Rendiconto generale dello Stato, nell'ordinamento giuridico italiano  è un documento che ha lo scopo di sintetizzare i risultati della gestione del Bilancio dello Stato.

## Procedimento di formazione
Viene predisposto annualmente dal Ministero dell'Economia e delle Finanze (MEF) e approvato dalle Camere, a norma dell'art. 81, primo comma, della Costituzione della Repubblica Italiana.

## Contenuto
In coerenza con il bilancio di previsione statale, l'art. 35 della legge 31 dicembre 2009, n. 196 stabilisce che anche il rendiconto debba essere articolato per Missioni e Programmi, e che sia preceduto da una nota preliminare generale.
Ai senti dell'art. 36 della legge n. 196/2009, esso si compone di due documenti:
- conto del bilancio, che illustra i risultati della gestione finanziaria, confrontando le voci d'entrata e di spesa con quelle del bilancio di previsione, e illustrando la gestione dei residui dell'esercizio precedente e i residui da tramandare a quello successivo;
- conto del patrimonio, in cui si evidenziano le variazioni del patrimonio dello Stato e la situazione patrimoniale finale, e viene presentato un confronto con il conto del bilancio.